# سیارک ۹۰۸۳
سیارک ۹۰۸۳ (به انگلیسی: 9083 Ramboehm، نامگذاری:1994WC4) نه هزار و هشتاد و سومین سیارک کشف شده‌است که در ۲۸ نوامبر ۱۹۹۴ کشف شد.
قدر مطلق سیارک برابر ۱۱٫۹۰ است.